# Шаново
Шаново е село в Южна България. То се намира в община Мъглиж, област Стара Загора.

## География
Село Шаново се намира между Стара планина и Средна гора, в Задбалканските полета на България. Въпреки че е живеело в планината, населението е било нападано от турци. За по-голямо спокойствие хората са бягали и са се заселвали още по-навътре в Средна гора – където е днешното село Люляк.

## История
През 1877 – 1878 г. по време на Руско-турската освободителна война, българите заварват селото с турското име Козлуджа. На старотурски „коз“ значи орех, оттам и името на селото буквално преведено означава „костелив орех“. През 1906 г. е преименувано на Оряхово, а през 1949 г. – Шаново. Кръстено е на загиналия в Септемврийското въстание през 1923 г. Бончо Иванов Шанов – син на Иван Шанов – известен по онова време мирови съдия. Семейството е живяло в град Казанлък.

## Културни и природни забележителности
В сегашното землище на селото са открити на много места керамични предмети – съдове, керемиди, тенджери, прибори и други останки от миналото. На юг от селото в местността Юрта се помнят лозови насаждения и останки от основи на жилищни и стопански постройки. Все още е останал кладенецът, наречен „Дядовия Белчовия кладенец“, който се намира в гората.

## Редовни събития

### Празник на селото
Празникът на село Шаново е на 26 октомври, Димитровден. Това е храмовият празник на църквата в селото, носеща името на Св. Димитър.

## Личности
Родени
- Атанас Георгиев Джурджев (1931 – 2001), икономист, полковник. Служил в ракетни войски. Началник на Държавния резерв.